# Antonio Rodríguez-Moñino
Antonio Rodríguez y Rodríguez-Moñino (Calzadilla de los Barros, Badajoz, 14 de marzo de 1910 - Madrid, 20 de junio de 1970) fue un erudito, bibliógrafo y filólogo español.

## Biografía
Nacido en la provincia de Badajoz, sin embargo cursó el bachillerato en un colegio religioso de Jerez de la Frontera y en el Instituto Nacional de Segunda Enseñanza de Badajoz. En 1924, ingresa para cursar estudios de Derecho en la Universidad María Cristina de los padres Agustinos de San Lorenzo de El Escorial, en cuya biblioteca pudo estimular su pasión por la bibliografía. 
En 1924 se edita su primera publicación, "Una cuestión palpitante: lo del texto único en los Institutos" aparecida en La Libertad, periódico de Badajoz, el 5 de marzo del citado año, poco antes de cumplir, pues, los catorce años. En 1925 se precipitan varias publicaciones, la primera de ellas ya un trabajo bibliográfico, "Joaquín Romero de Cepeda, escritor extremeño del siglo XVI", dedicado al padre J. V. Corraliza, agustino del Monasterio de El Escorial y natural de Villanueva de la Serena. En 1926 forma parte del recién creado Centro de Estudios Extremeños y escribe dos obras claves para sus Estudios Extremeños (firmaba entonces como Bibliófilo extremeño): Teatro extremeño del siglo XVI (perdido) y Folclore extremeño (folleto casi destruido íntegramente). 
En 1928 se establece en Madrid, y tras haber iniciado la carrera de Derecho, seguirá también los estudios de Filosofía y Letras (especialidad de Letras) y frecuentará las tertulias, elemento axial en su vida futura, e incluso formará una propia, junto a otros estudiantes, en el café Castilla. Aún estudiante, sería nombrado académico correspondiente de la Real Academia de Buenas Letras de Málaga. En 1931, con veintiún años, consigue una beca de la Junta Constructora de la Ciudad Universitaria, a propuesta unánime de la Facultad de Filosofía y Letras de la Universidad de Madrid, para ampliar estudios en Francia y Bélgica. En esta época es nombrado Académico correspondiente de la Real Academia Hispano-Americana de Ciencias y Artes de Cádiz y publica, con menos de veinte años, textos esenciales como, entre otros, La biblioteca de Benito Arias Montano (1929), Dictados tópicos de Extremadura o Virgilio en España (1930) y una Bibliografía hispano oriental (1931). 
En 1935 ganó una cátedra de Instituto. Al filo de la Guerra Civil sería nombrado técnico de la Junta de Incautación y Protección del Patrimonio Artístico y dirigió la salvación del patrimonio bibliográfico durante la Guerra Civil, al depositar los libros incautados o recuperados en la Biblioteca Nacional de Madrid. Más polémica fue su intervención, acompañando a Wenceslao Roces, en la incautación de las monedas de oro del Museo Arqueológico Nacional el 4 y 5 de noviembre de 1936, sin levantar un acta detallada de las piezas sacadas del museo. En 1939 se casó con María Brey Mariño (bibliotecaria republicana), a la que había conocido a principios de los treinta. No quiso exiliarse y sufrió un expediente de depuración y fue inhabilitado para la docencia durante más de veinte años, condenándole a traslado forzoso fuera de la provincia de Madrid por cinco años y siendo despojado de su cátedra; la resolución del expediente se dilataría hasta 1966. El matrimonio llegó a tener la mayor biblioteca privada de la época con casi 17.000 volúmenes.
Trabajó en la biblioteca de la Real Academia Española. Bibliotecario del Museo Lázaro Galdiano, dedicó su atención preferentemente a los literatos de Extremadura, su patria chica, como por ejemplo Bartolomé José Gallardo, a quien dedicó su Don Bartolomé José Gallardo. Estudio bibliográfico (1955). Publicó las Poesías de Gregorio Silvestre, Dictados tópicos de Extremadura, Poetas extremeños del siglo XVI, Joaquín Romero Cepeda, poeta extremeño del siglo XVI y la primera parte de una Historia de la literatura extremeña (1942) que llega hasta el renacimiento. Fue director de la Editorial Castalia. 
Durante los años 1949 a 1952 se dedicó a estudiar la obra de Cristóbal de Mesa. Tras ser expulsado de su cátedra por sus simpatías republicanas, fundó la Revista española (1953), que publicó ensayo, crítica y narración breve, y donde asomaron los autores de la generación del medio siglo o del “realismo social”, entre ellos Ignacio Aldecoa, Rafael Sánchez Ferlosio y Alfonso Sastre que formaban su consejo de redacción. El mismo grupo engrosaba la tertulia que en el Café Lion presidida el propio Rodríguez Moñino. Dio cursos en Estados Unidos desde 1960, en particular en la Universidad de California, Berkeley, y fue vicepresidente de la Hispanic Society of America.
Fue rechazada su entrada en la Real Academia Española por dos veces, rechazo que motivaría su autoexilio en Estados Unidos, cuando en el segundo intento el propio gobierno franquista había recordado a la Academia que vería con «sumo desagrado la elección de aquel candidato». En esa ocasión Gregorio Marañón fue su valedor y once académicos dieron su voto en blanco: Ramón Menéndez Pidal, Dámaso Alonso, José María de Cossío, Vicente García de Diego, Pedro Laín Entralgo, Palacios, Gerardo Diego, Cantón, Vicente Aleixandre y Camilo José Cela. Finalmente fue aceptado en 1966. Dos años después aparecieron los primeros títulos de la colección Clásicos Castalia, fundada por él.
Murió en Madrid en 1970 y legó un espléndido tesoro bibliográfico (15.000 libros, muchos de ellos inéditos, manuscritos, estampas y dibujos) a la Real Academia Española, y unos cinco mil volúmenes a la Biblioteca de Cáceres. Los fragmentos de un manuscrito de Amadís de Gaula (tercera parte) anteriores al primer texto conocido hasta entonces, el de Garci Rodríguez de Montalvo, figuran entre los fondos de la Bancroft Library de la Universidad de California en Berkeley, donde fue profesor cuando los identificó.

## Labor
Destaca de su ingente volumen de trabajo la recopilación de Las fuentes del Romancero General, en doce tomos con notas, índices y suplementos, publicación de la Real Academia Española en 1957. Un año después, y como autoridad en pliegos sueltos y bibliografía, editó un facsímil con introducción, bibliografía e índices del Cancionero general de Hernando del Castillo. También compuso un Manual bibliográfico de Cancioneros y Romanceros impresos durante el siglo XVII y un Diccionario de pliegos sueltos. Siglo XVI (editado en 1970 y con una segunda edición ampliada por Víctor Infantes y Arthur Lee-Francis Askins).